# Hildemaro Lista
Hildemaro Lista (Durazno, 26. siječnja 1905.) urugvajski je mačevalac. Nastupio je na Olimpijskim igrama 1936. u Berlinu u disciplini sablja momčadski, gdje je došao do četvrtzavršnice natjecanja.